# ان‌جی‌سی ۴۸۶۶
ان‌جی‌سی ۴۸۶۶ یک کهکشان عدسی بدون مانع است که تقریباً ۱۰۰ میلیون سال نوری از زمین فاصله دارد و در صورت فلکی بکر واقع شده‌است. این کهکشان اولین بار توسط ستاره‌شناس بریتانیایی ویلیام هرشل در ۱۴ ژانویه ۱۷۸۷ مشاهده شد. این کهکشان یک عضو از خوشه دوشیزه است.
در تاریخ ۱ آوریل ۲۰۱۵، یک منبع روشن توسط برنامه All Sky Automated Survey for SuperNovae (ASAS-SN) کشف شد و به عنوان ASASSN-15ga تعیین شد. منبع احتمالاً یک ابرنواختر نوع یکم ای است.

## نگارخانه

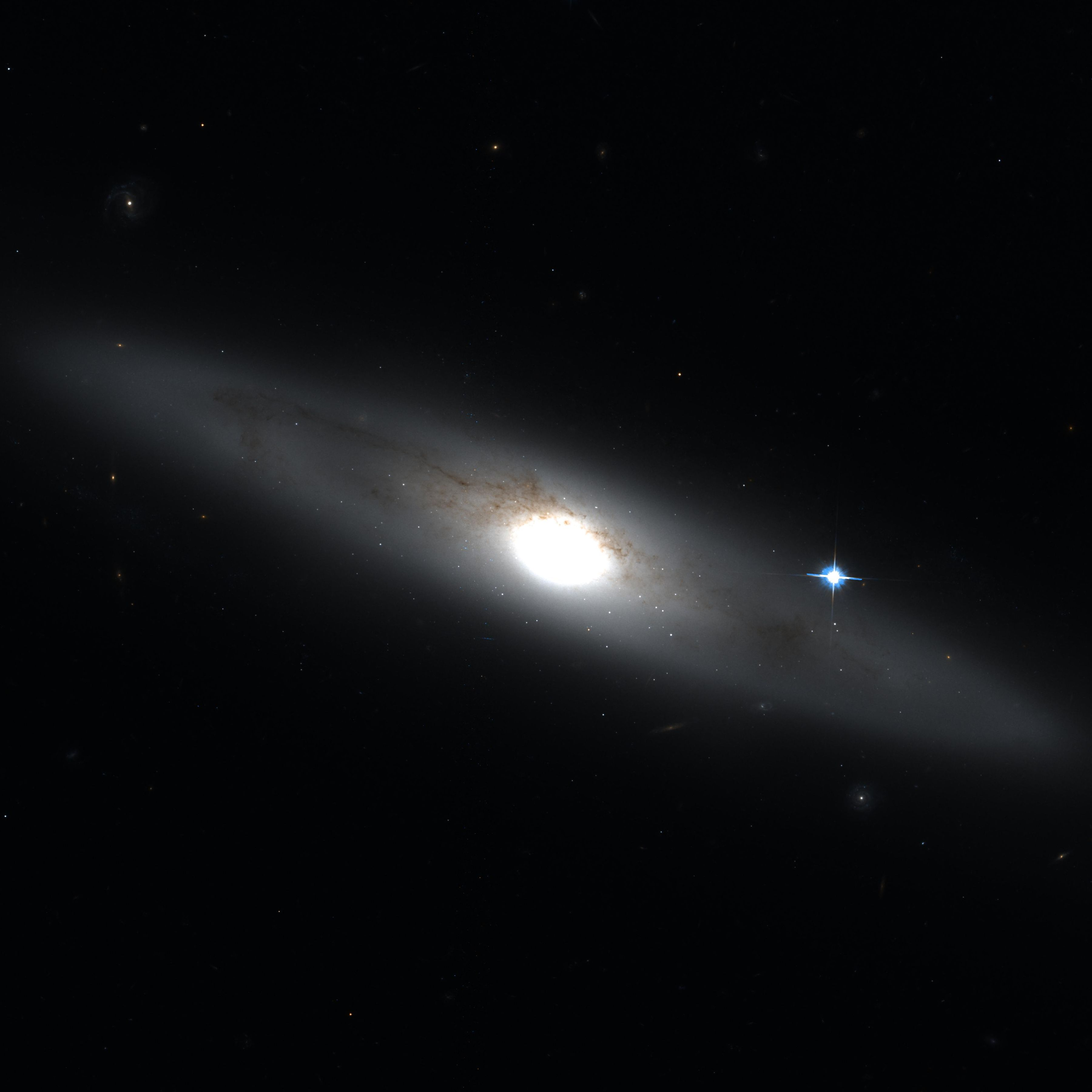
ان‌جی‌سی ۴۸۶۶ توسط تلسکوپ فضایی هابل
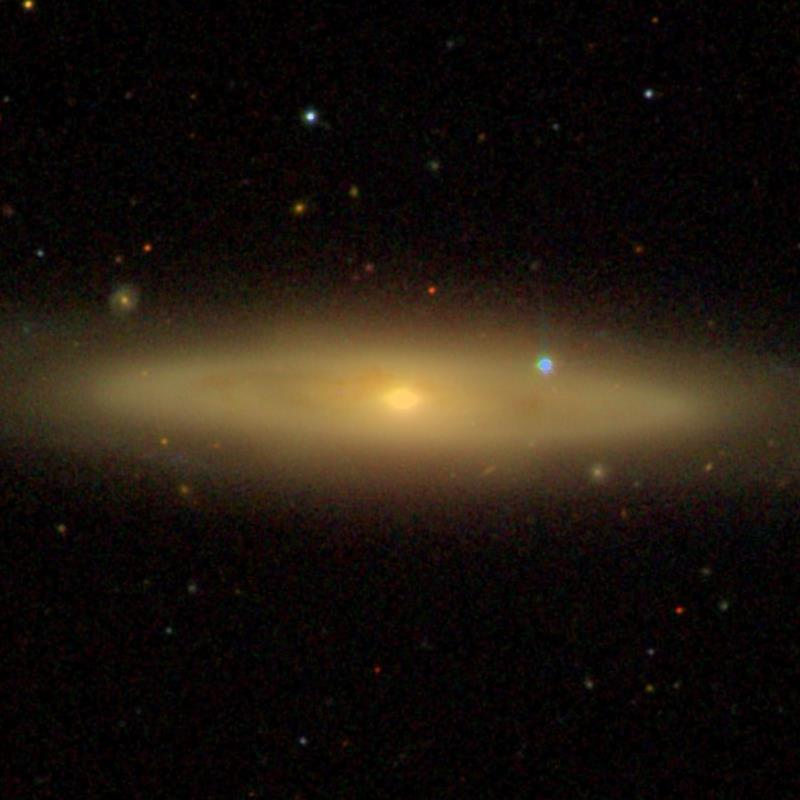
ان‌جی‌سی ۴۸۶۶ توسط نقشه‌برداری آسمانی دیجیتال اسلون
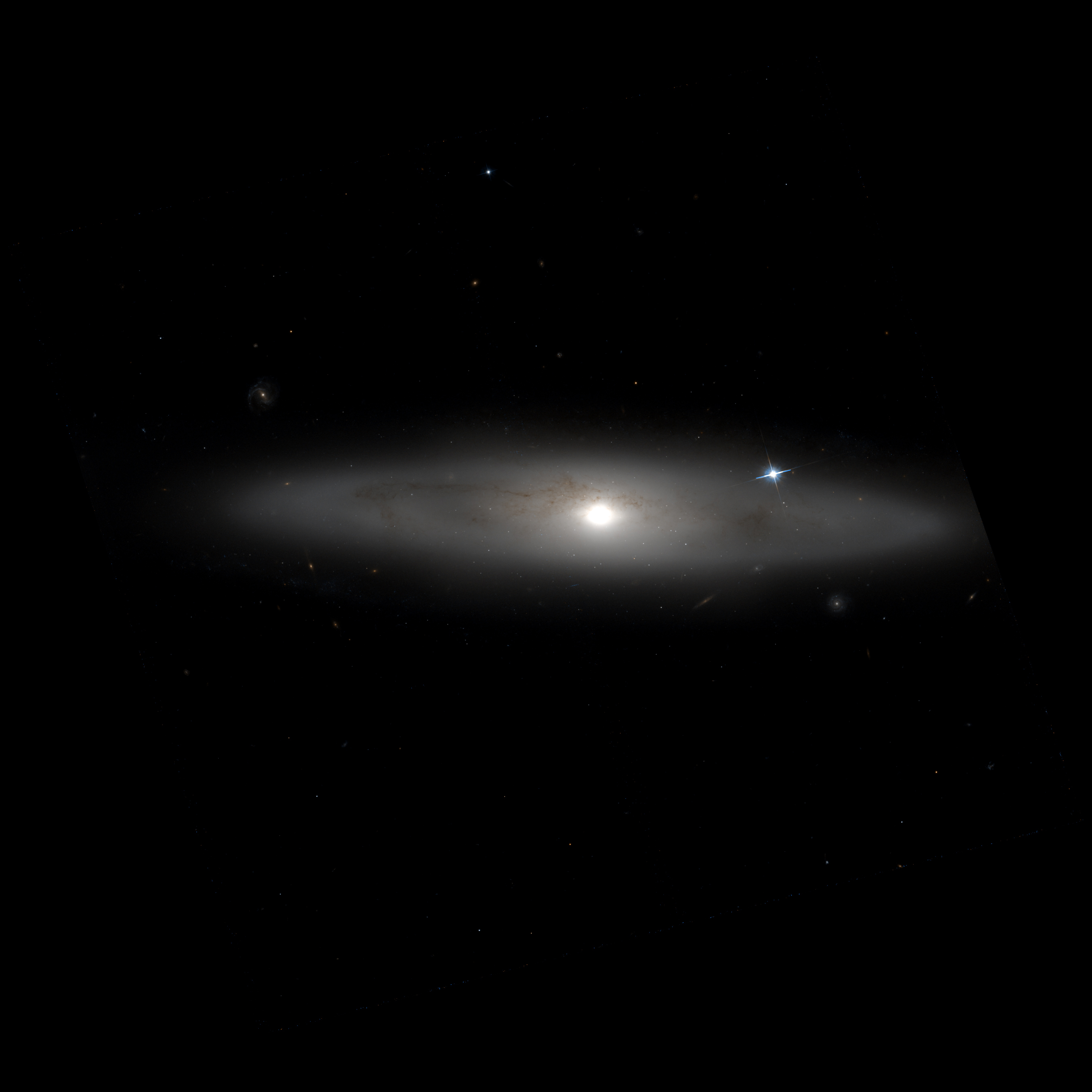
ان‌جی‌سی ۴۸۶۶ ( تلسکوپ فضایی هابل )